# Facciatismo

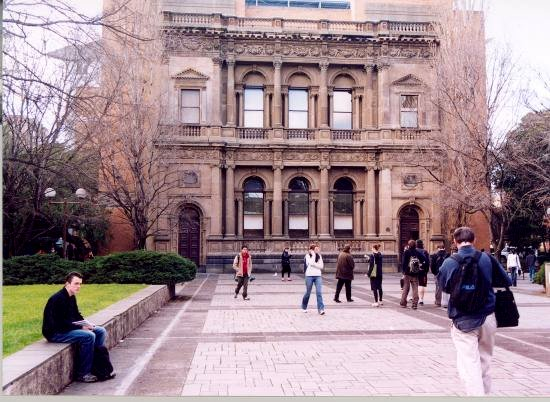
Un primo esempio di facciatismo. L'antico edificio del commercio dell'University of Melbourne ha una facciata, ricollocata, di una banca di Collins Street, a Melbourne, che venne anteposta ad un "nuovo" edificio negli anni 1930.

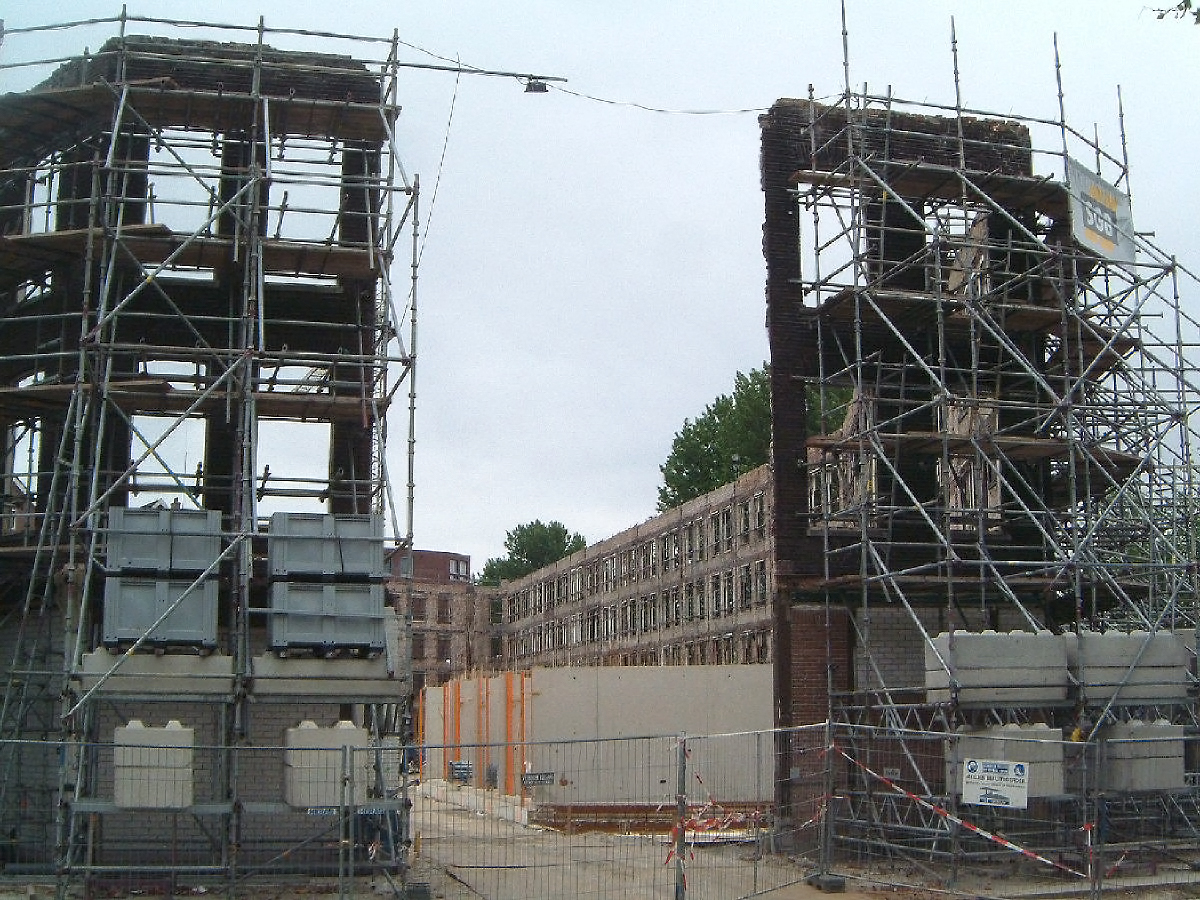
Conservazione di una facciata del XIX secolo, Noordereiland, Rotterdam

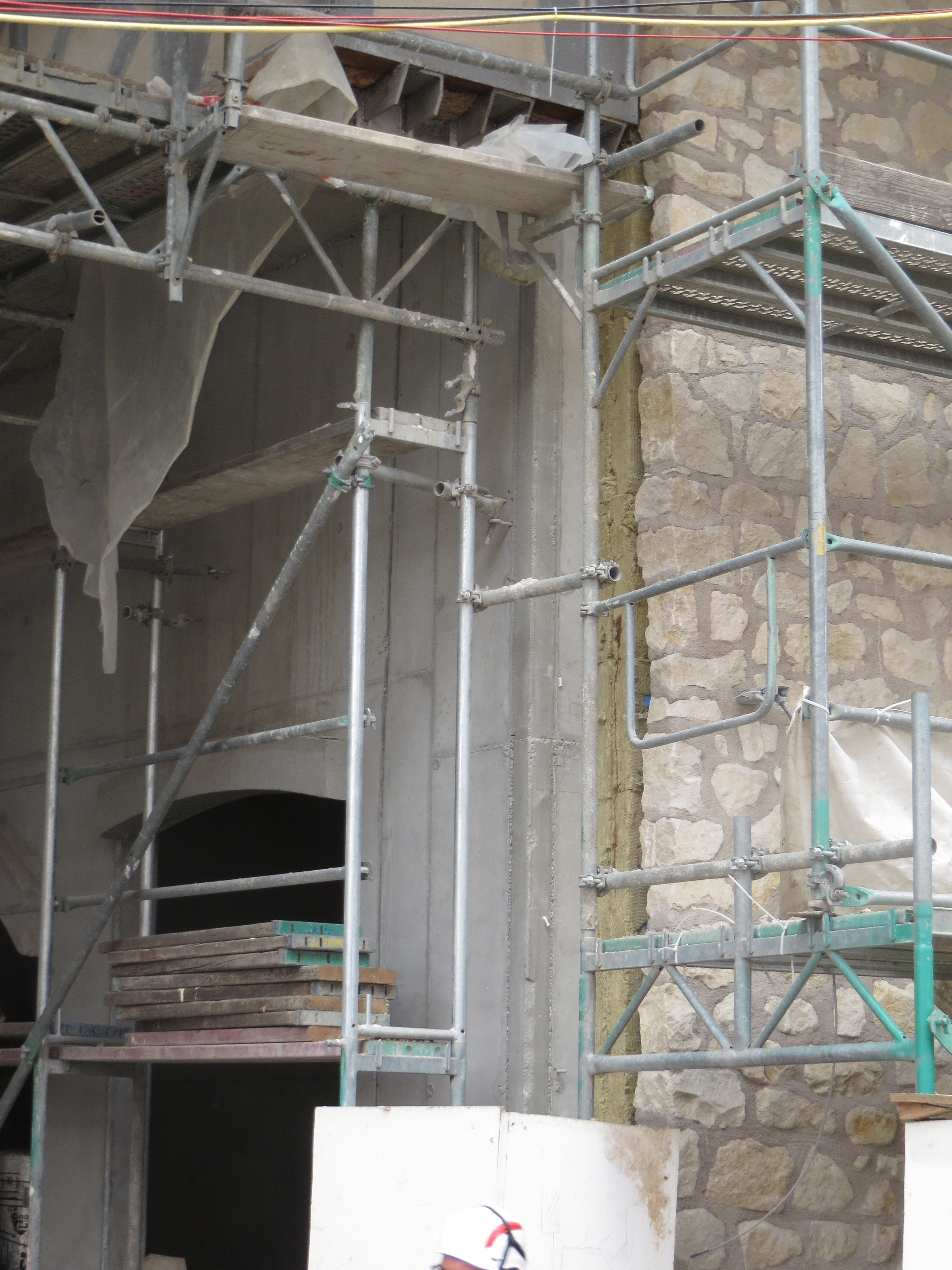
Facciatismo al contrario: nuova costruzione con una facciata antica nascosta da una parete in calcestruzzo, nel progetto Dom-Römer a Francoforte sul Meno.

Il facciatismo è una pratica architettonica di costruzione nella quale la facciata di un edificio è costruita separatamente dal resto della costruzione. Più spesso si tratta della conservazione della sola facciata nella costruzione di un nuovo edificio addossato alla struttura prospettica.

## Storia
Ci sono ragioni estetiche e storiche per la conservazione delle facciate di edifici. Il facciatismo può essere la risposta agli interni di un edificio divenuto inutilizzabile, ad esempio danneggiato dal fuoco. Nelle zone in via di sviluppo, tuttavia, la pratica viene a volte utilizzata da promotori immobiliari che cercano di riqualificare un sito come compromesso ai "conservazionisti" che desiderano conservare edifici di interesse storico o estetico. Esso può essere considerato come un compromesso tra conservazione storica e demolizione.
A volte c'è una linea netta tra aggiornamento, riuso, ricostruzione e facciatismo. A volte si notano edifici ristrutturati a tal punto che presentano soltanto il guscio esterno e vengono utilizzati per scopi diversi da quello a cui erano inizialmente destinati. Mentre questo è equivalente al facciatismo, la differenza è tipicamente quella di conservare il tetto e/o le strutture del pavimento, mantenendo un legame credibile alla costruzione originale. Al contrario, il facciatismo comporta, in genere, il solo mantenimento di una o due pareti che affacciano sulla strada, per pura estetica e a scopo decorativo. Il facciatismo è una pratica dell'architettura postmoderna e raggiunse il suo picco nella seconda metà del XX secolo. La tecnica dà l'illusione di integrità dell'edificio originale separando visivamente il vecchio dal nuovo, contribuendo a mitigare gli effetti farseschi, come i pavimenti e le finestre non in fila o uno scontro drammatico di stili.
I critici etichettano la pratica come "farsa architettonica", sostenendo che a volte l'operazione si traduce nel fatto che una parte dell'edificio diventa una "follia".

## Distribuzione e controllo delle misure
Nonostante sia molto controverso e denunciato da molti conservazionisti come atto di vandalismo, il facciatismo viene utilizzato quando la domanda di nuovo sviluppo è schiacciante nella comunità che desidera la conservazione. Esso appare spesso nelle città in cui vi è una forte pressione per un nuovo sviluppo.
Mentre la pratica controversa del facciatismo è incoraggiata dai governi in alcune città (ad esempio Toronto, Sydney e Brisbane), è attivamente scoraggiata in altri (come Parigi e Melbourne).

### Regolamenti internazionali
La pratica di facciatismo è in conflitto con le regole internazionali dell'ICOMOS. La Carta di Venezia, all'articolo 7, stabilisce che: Un monumento è inseparabile dalla storia della quale è testimone e dal contesto in cui si trova. Lo spostamento di tutto o parte di un monumento non può essere permesso a meno che la salvaguardia di quel monumento lo richiede, o quando è giustificato da interesse nazionale o internazionale di fondamentale importanza.

### Per nazione

#### Australia
In Australia, il Burra Charter contiene alcune regole che si occupano di facciatismo.

##### Melbourne
Nel rapido sviluppo della città di Melbourne, il facciatismo si è sviluppato dai primi anni 1930. L'antico edificio del commercio dell'University of Melbourne è un eminente esempio di un edificio che è stato "trasferito" e anteposto ad una costruzione più recente.
Con l'introduzione dei controlli sul patrimonio immobiliare, nel tardo XX secolo, diversi edifici di grandi dimensioni sono stati completamente "scorticati". Questi includono gli edifici T&G su Collins Street e l'Hotel Savoy in Spencer Street.

##### Brisbane
A Brisbane, il facciatismo è incoraggiato dal Brisbane City Council. Un esempio è il Myer Centre che presenta un ampio facciatismo in diversi edifici, tra cui l'Hotel Carlton (1885), il New York Hotel (1860) e la Newspaper House. Altri edifici includono il progetto definitivo della facciata del Queensland Country Life Building (1888).

#### Canada
In Canada, tutte le giurisdizioni a livello federale, provinciale, territoriale e comunale hanno adottato le Norme e linee guida per la conservazione dei luoghi storici in Canada, che non consiglia, anche se non in modo esplicito, il facciatismo come buona pratica di conservazione. In generale, i progetti che si sono avvicinati al facciatismo sono considerati aver perso la loro integrità e il loro valore.

## Galleria d'immagini

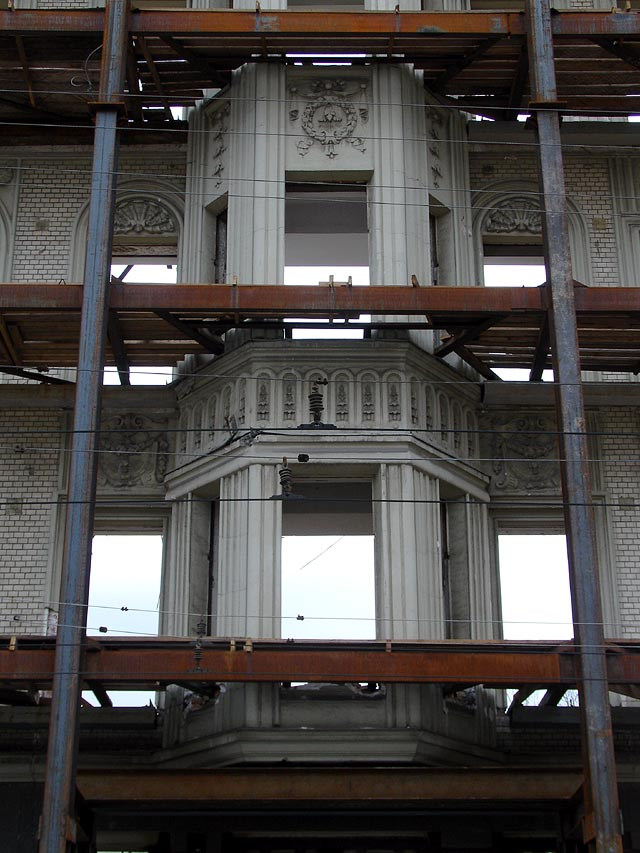
Ricostruzione di un edificio a sette piani degli anni 1890. Via Malaya Nikitskaya, Mosca.
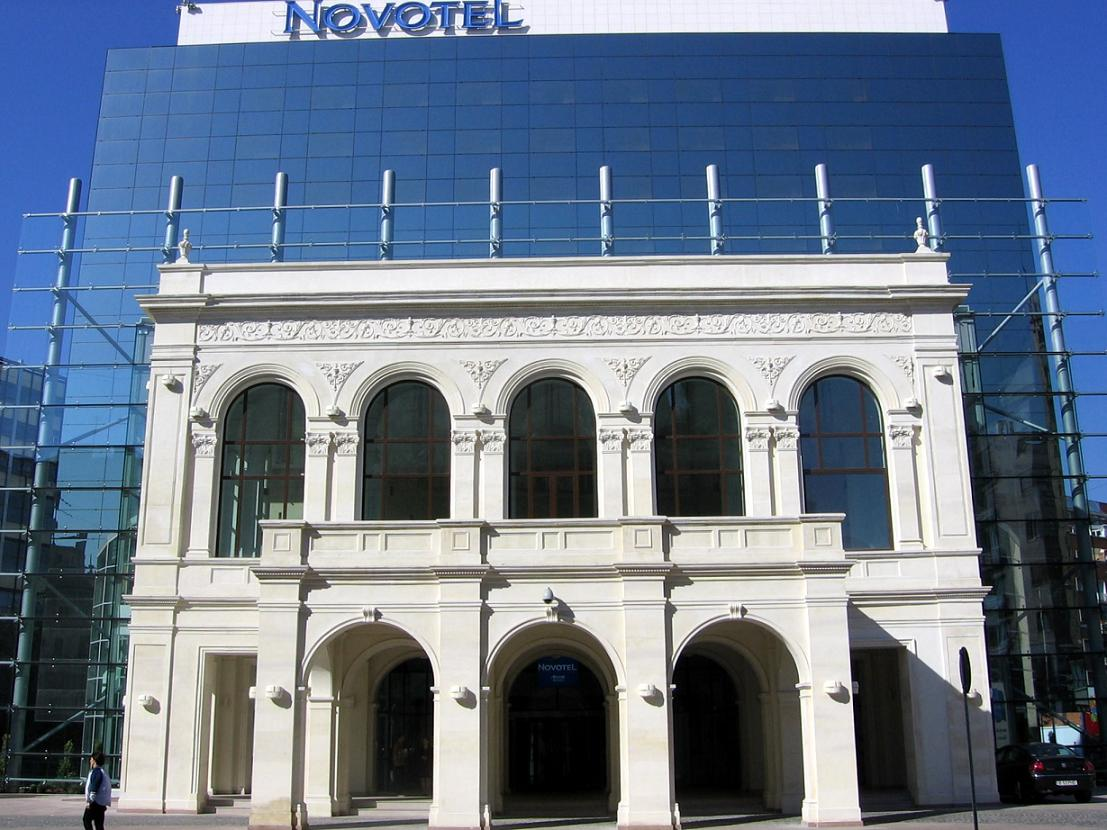
Ricostruzione a Bucarest.
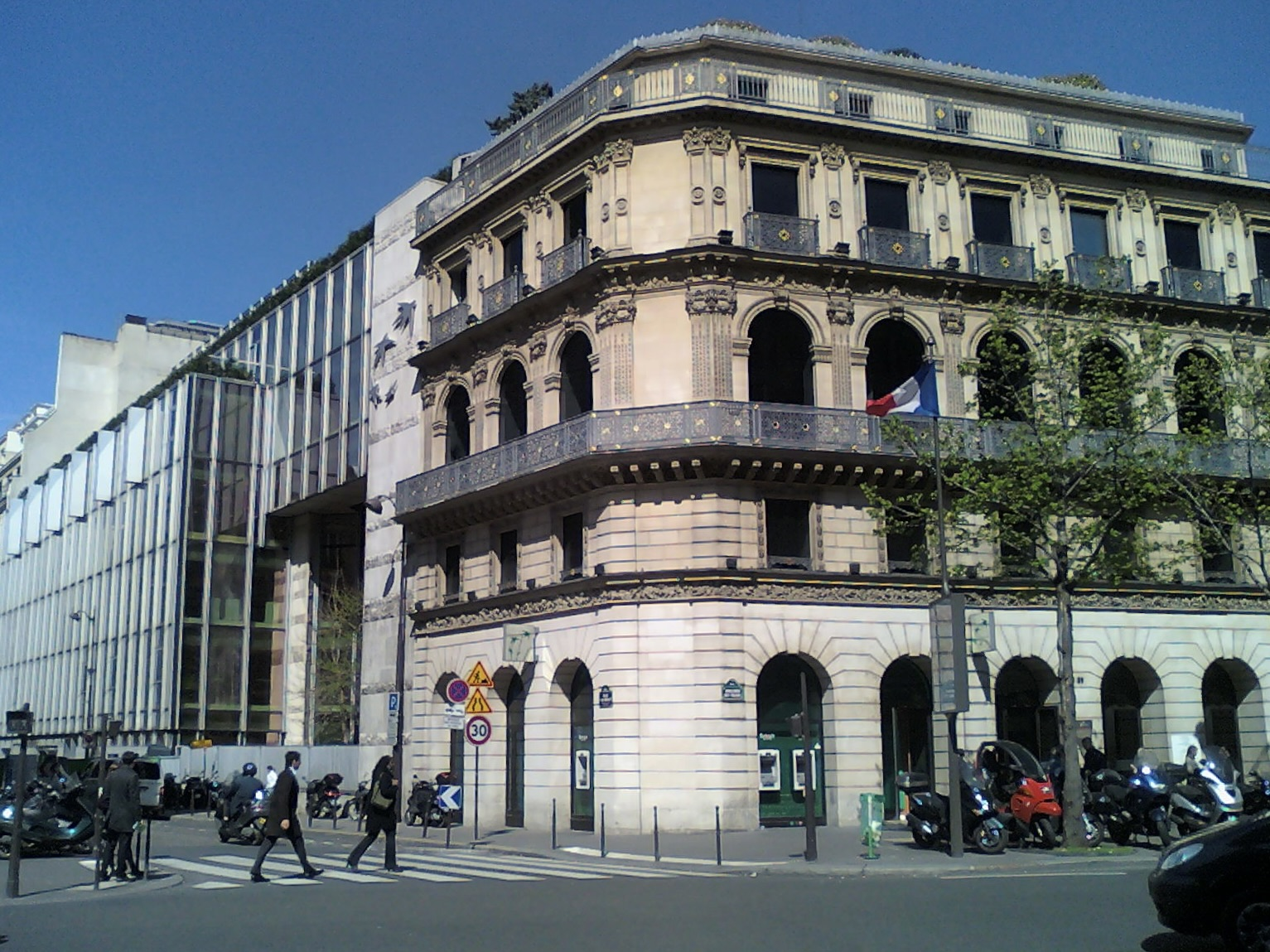
Sede della BNPP su boulevard des Italiens a Parigi, ricostruita dietro la facciata del famoso ex ristorante La maison dorée.
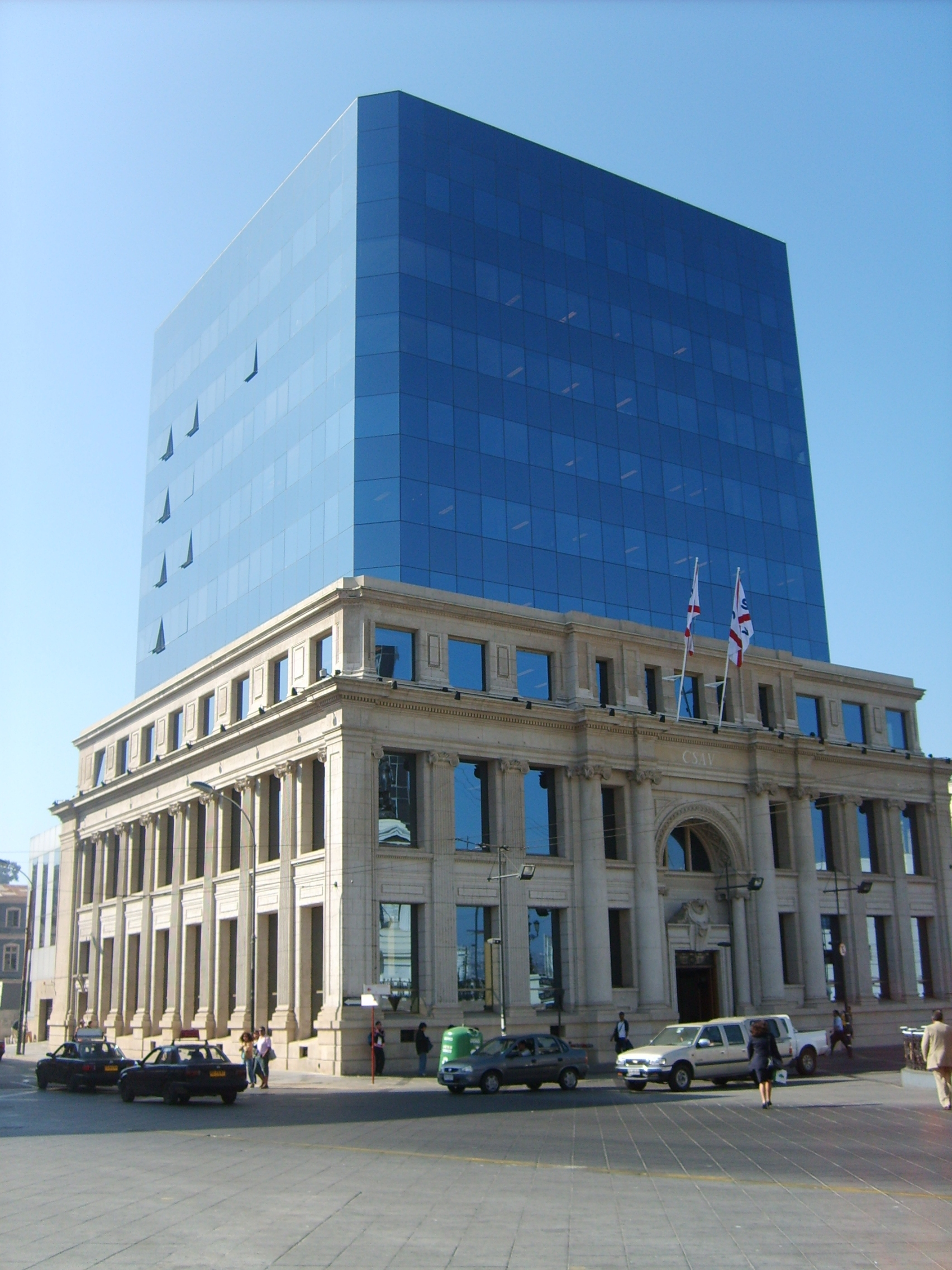
Ricostruzione della sede della CSAV su Plaza Sotomayor a Valparaíso, Cile.
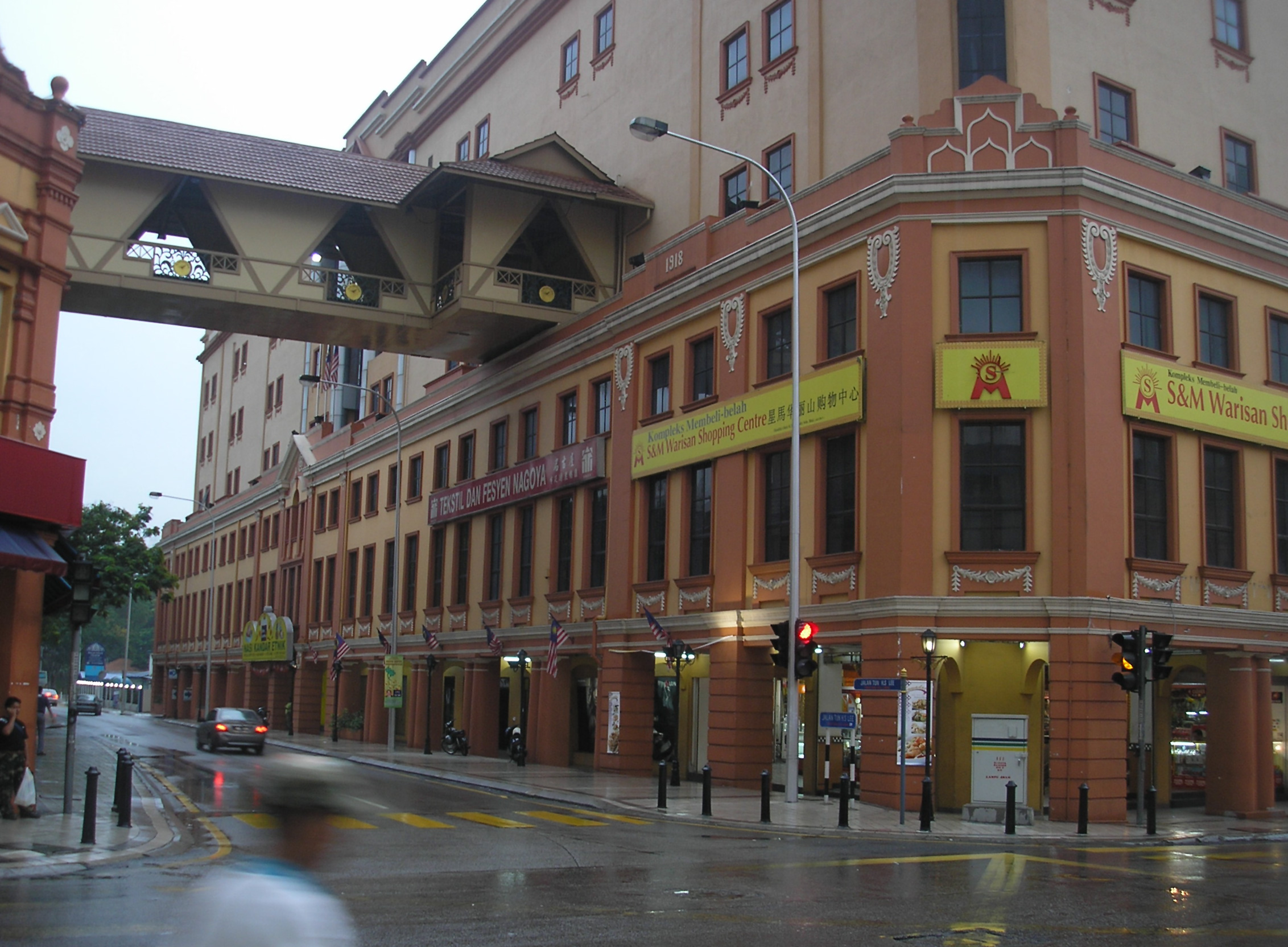
Ricostruzione della Shophouse del 1918 a Kuala Lumpur. Un altro edificio del complesso, dall'altra parte della strada, ha subito lo stesso trattamento.
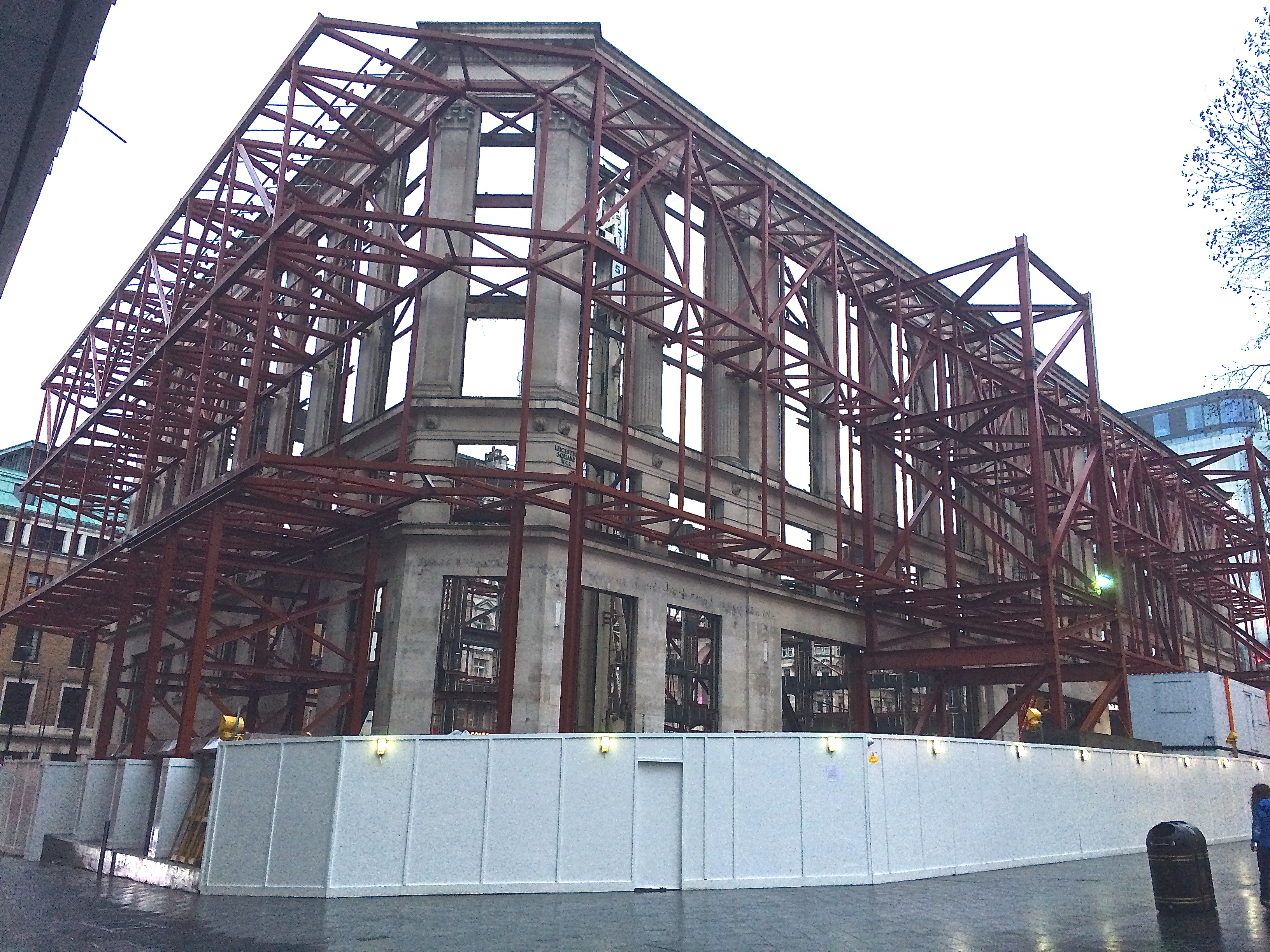
La facciata al 48 Leicester Square nel gennaio 2015, dopo la demolizione dell'edificio retrostante. In origine Fanum House, fu progettata da Andrew Mather e costruita in tre fasi: 1923-26, 1936-37 e 1956-59
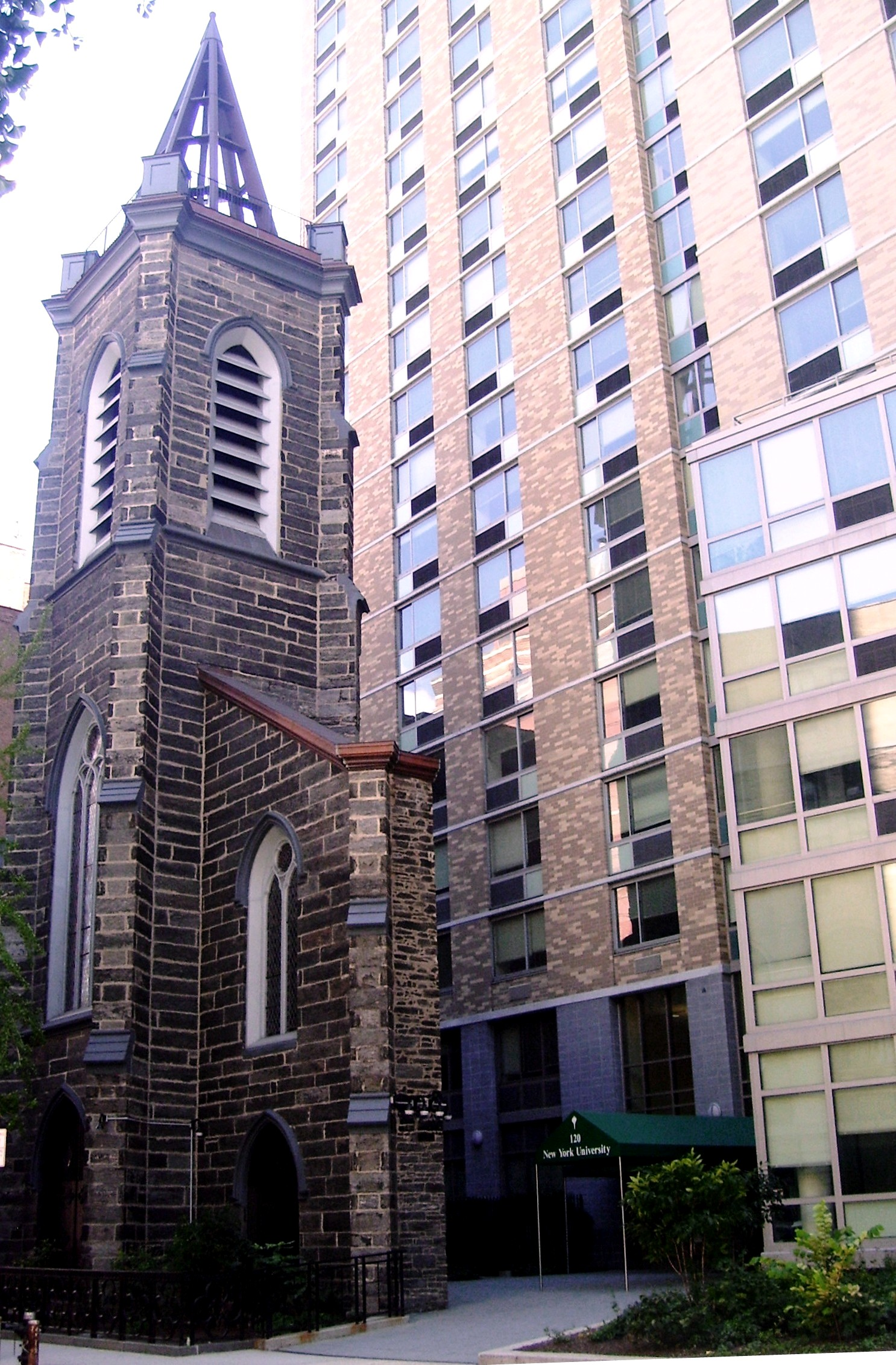
A Manhattan la New York University ha accettato di conservare la facciata di St. Anne's Church quando costruì un nuovo dormitorio sul sito, ma non incorporò la facciata nell'edificio, lasciandola libera
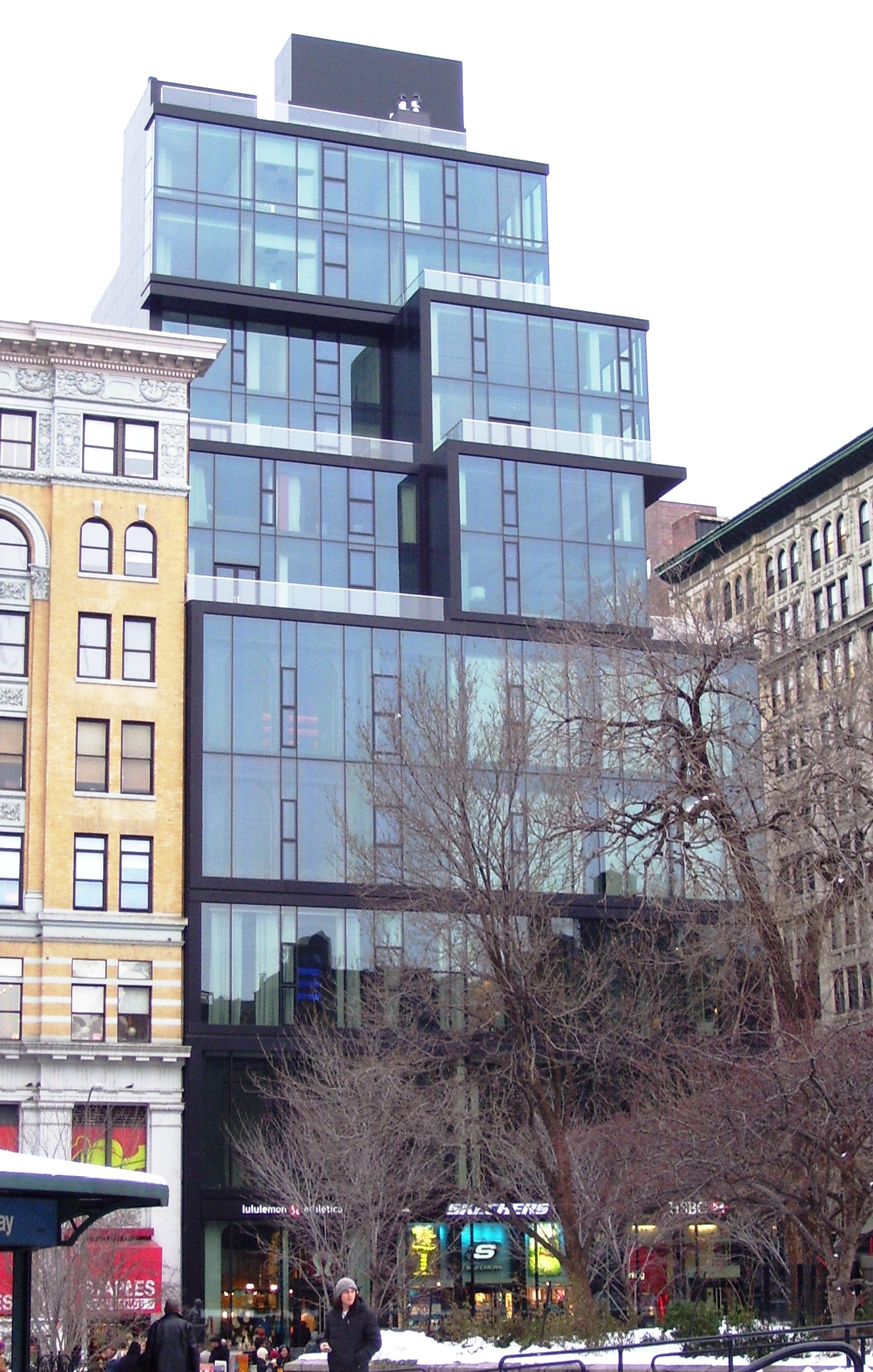
15 Union Square West era un edificio in ghisa costruito per Tiffany & Co. nel 1870. Nel 2007, è stata aggiunta una facciata in acciaio e vetro di fronte a quella in ghisa, quando fu convertito in condominio di appartamenti
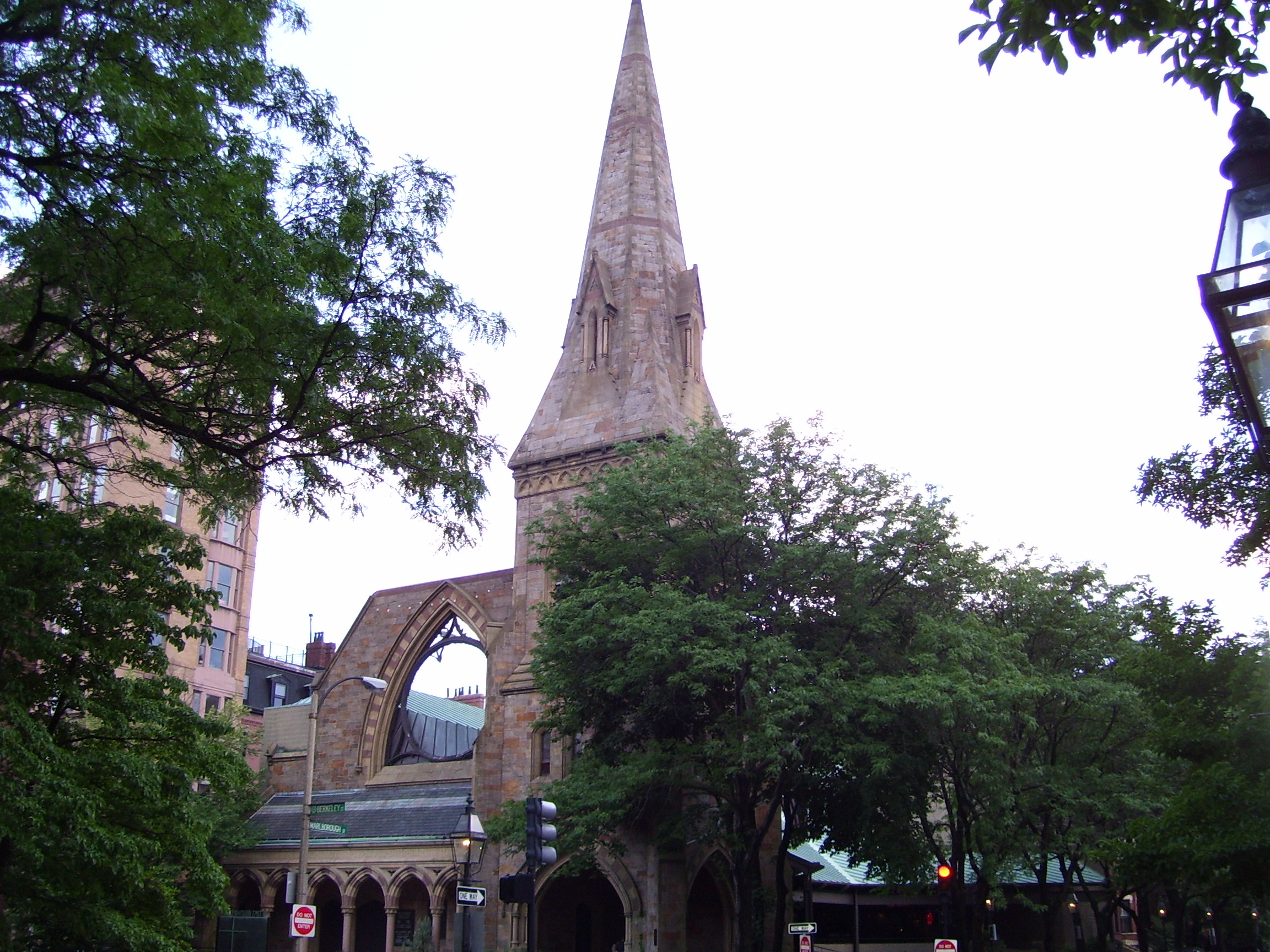
La First Church di Boston venne ricostruita dietro a quella del XIX secolo dopo l'incendio del 1968.
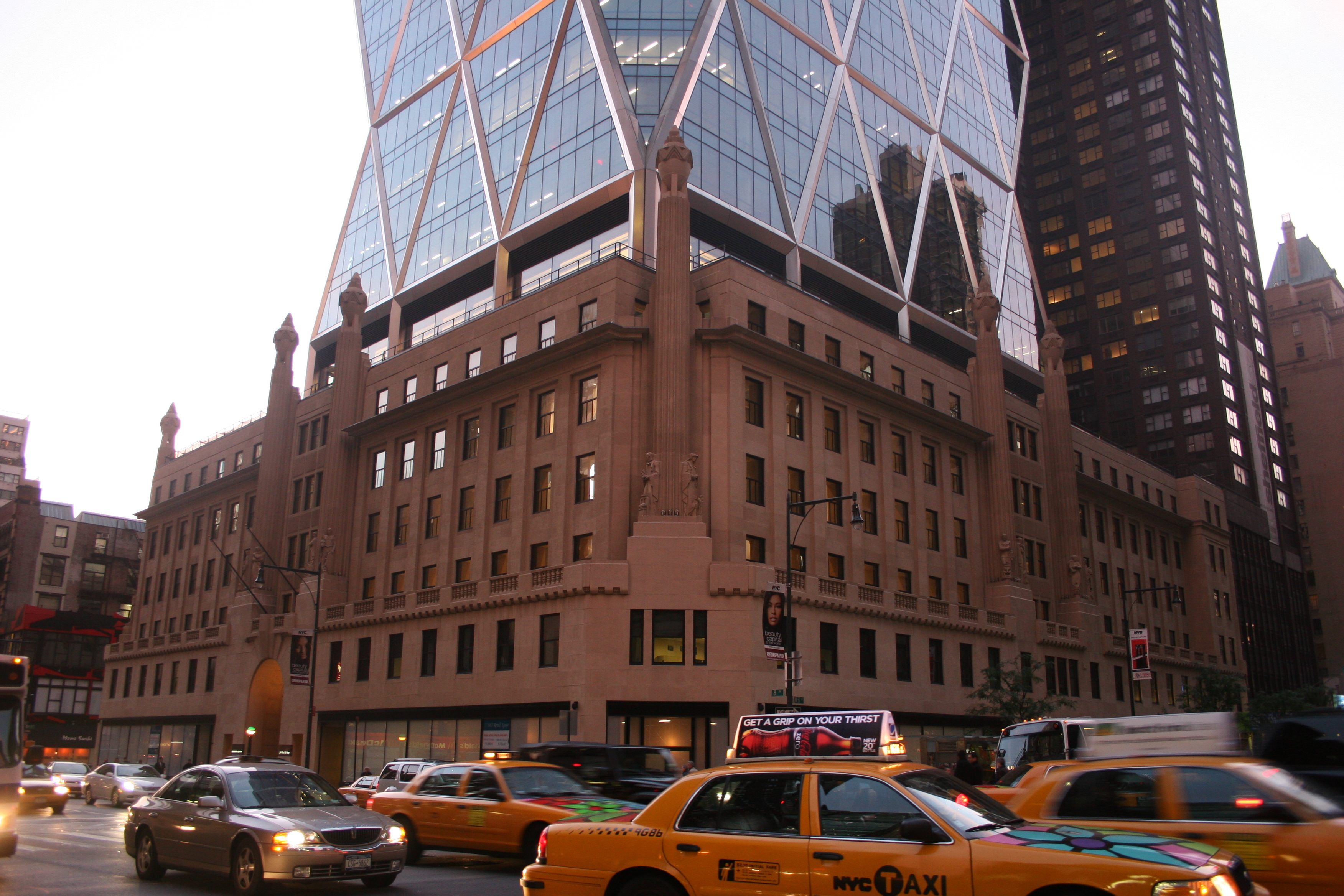
La torre di 46 piani Hearst Tower di Manhattan è inserita nella facciata in pietra dell'originario edificio di sei piani
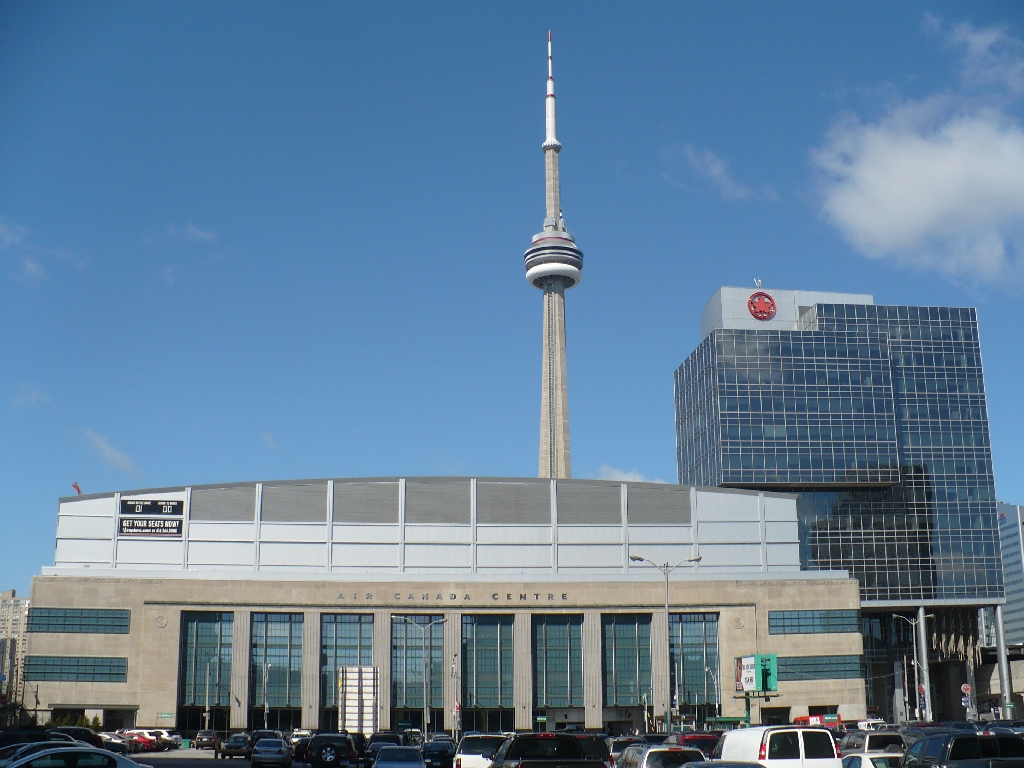
Air Canada Centre ha utilizzato le due facciate dell'originale Toronto Postal Delivery Building
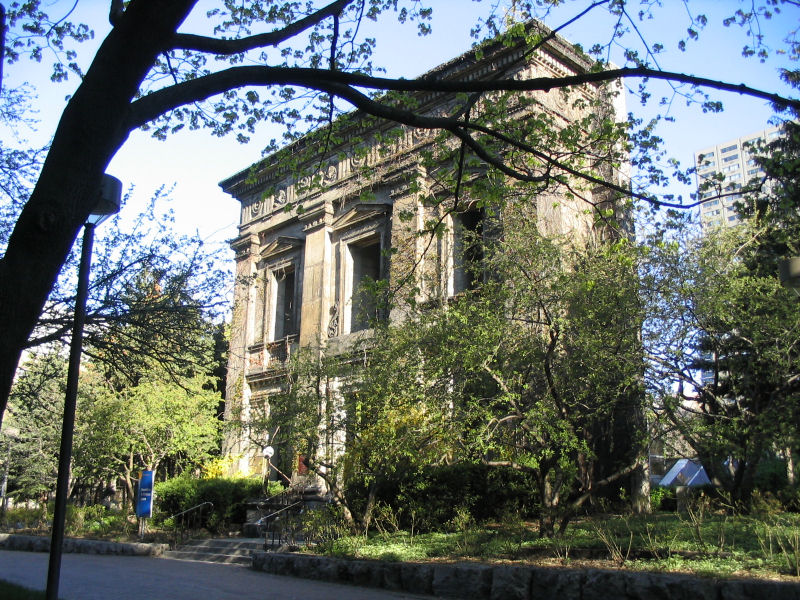
Facciata della Toronto Normal School ussata come ingresso al Ryerson Athletics Centre
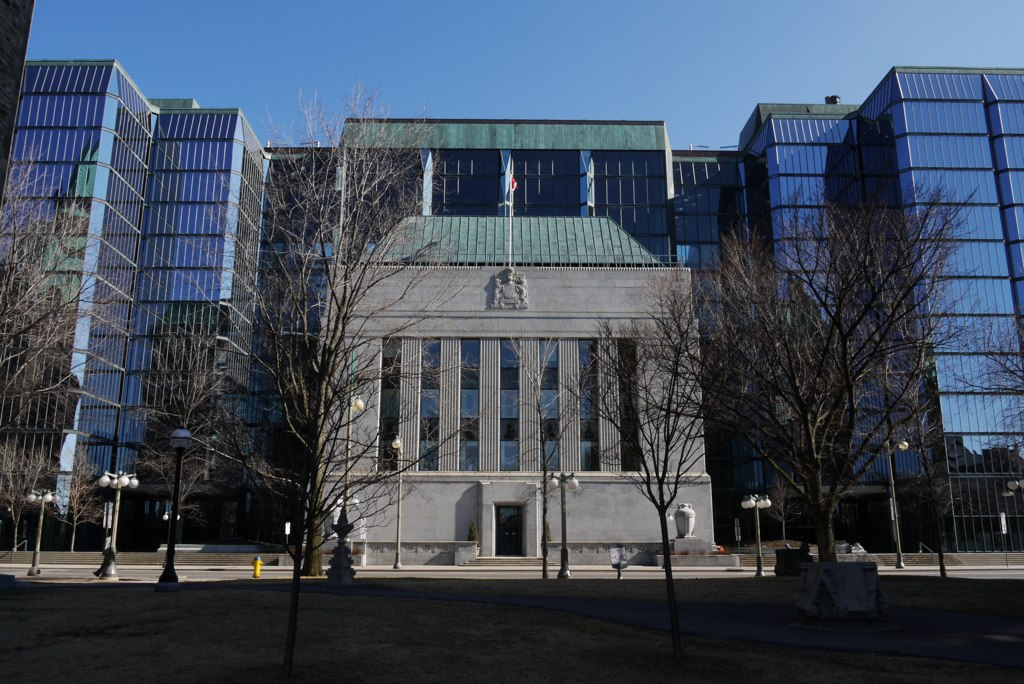
Edificio principale della Bank of Canada ad Ottawa, costruito in origine nel 1937.
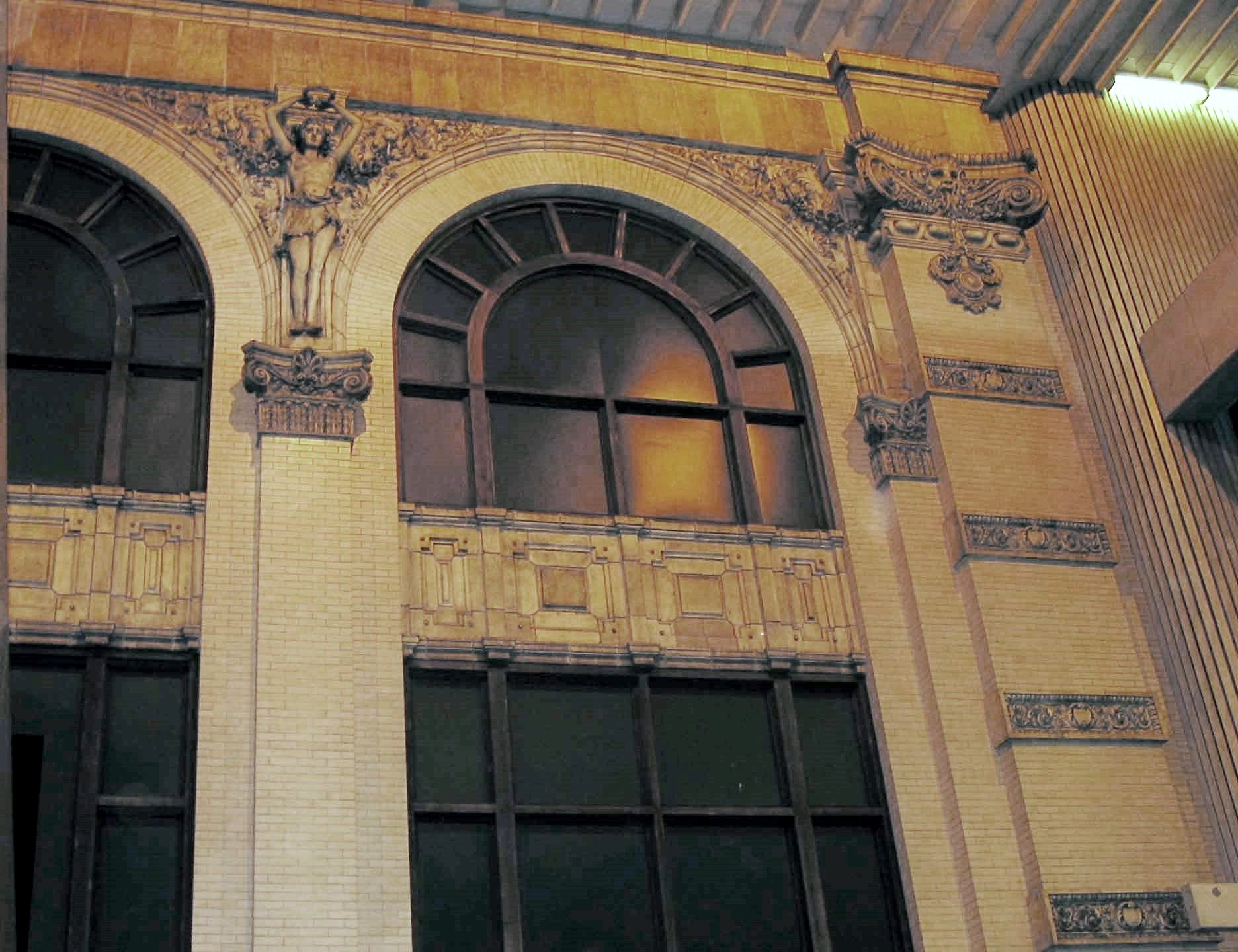
L'atrio sopra le piattaforme del treno di rapido transito per Five Points (stazione MARTA), Atlanta, presenta la facciata originale del Palazzo Eiseman, che era stata demolita per far posto alla stazione nel 1975.
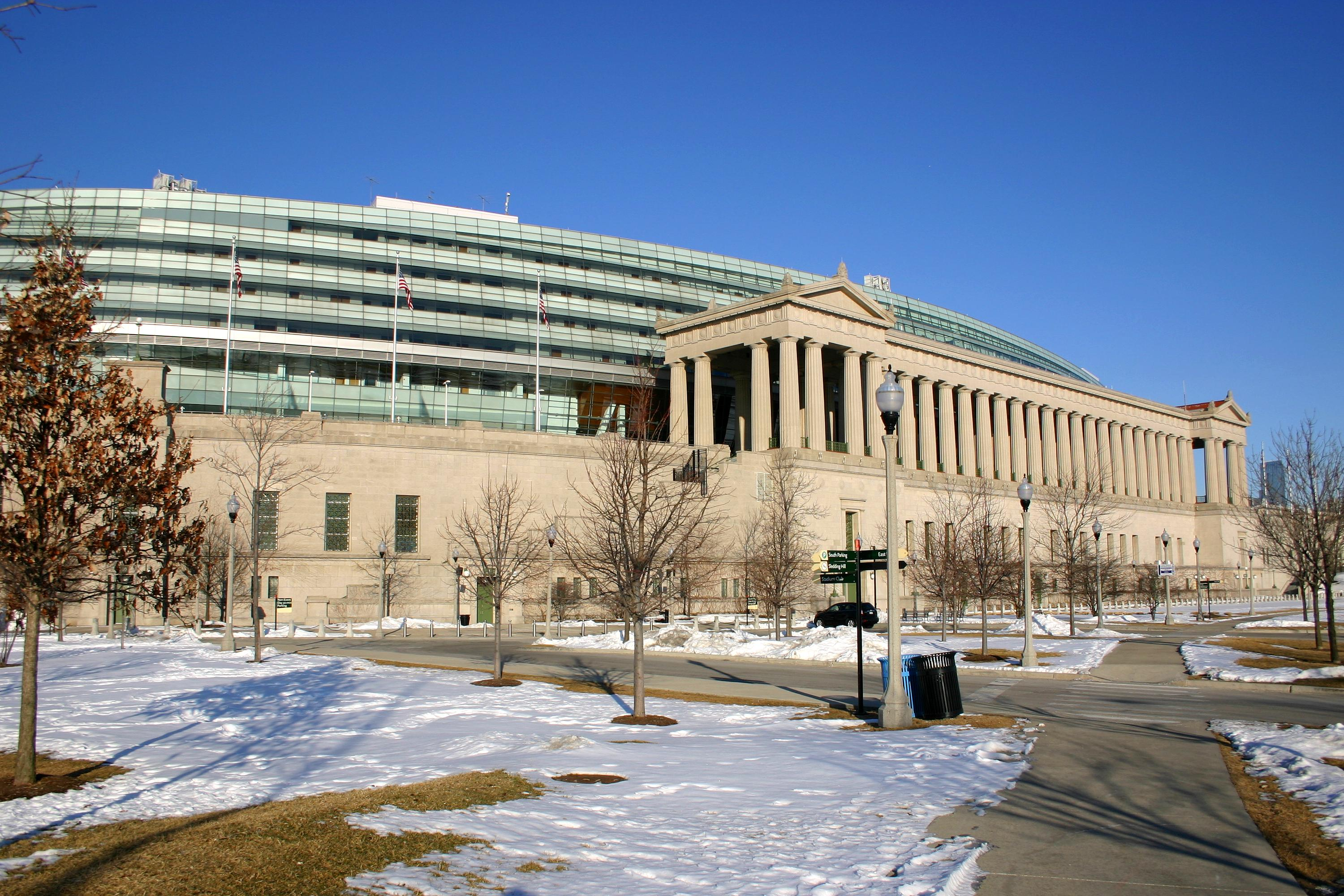
Soldier Field a Chicago venne completamente ricostruito nel 2002-2003, con un nuovo catino per gli spettatori costruito all'interno della storica arena originale (in particolare mantenendo il distintivo colonnato).
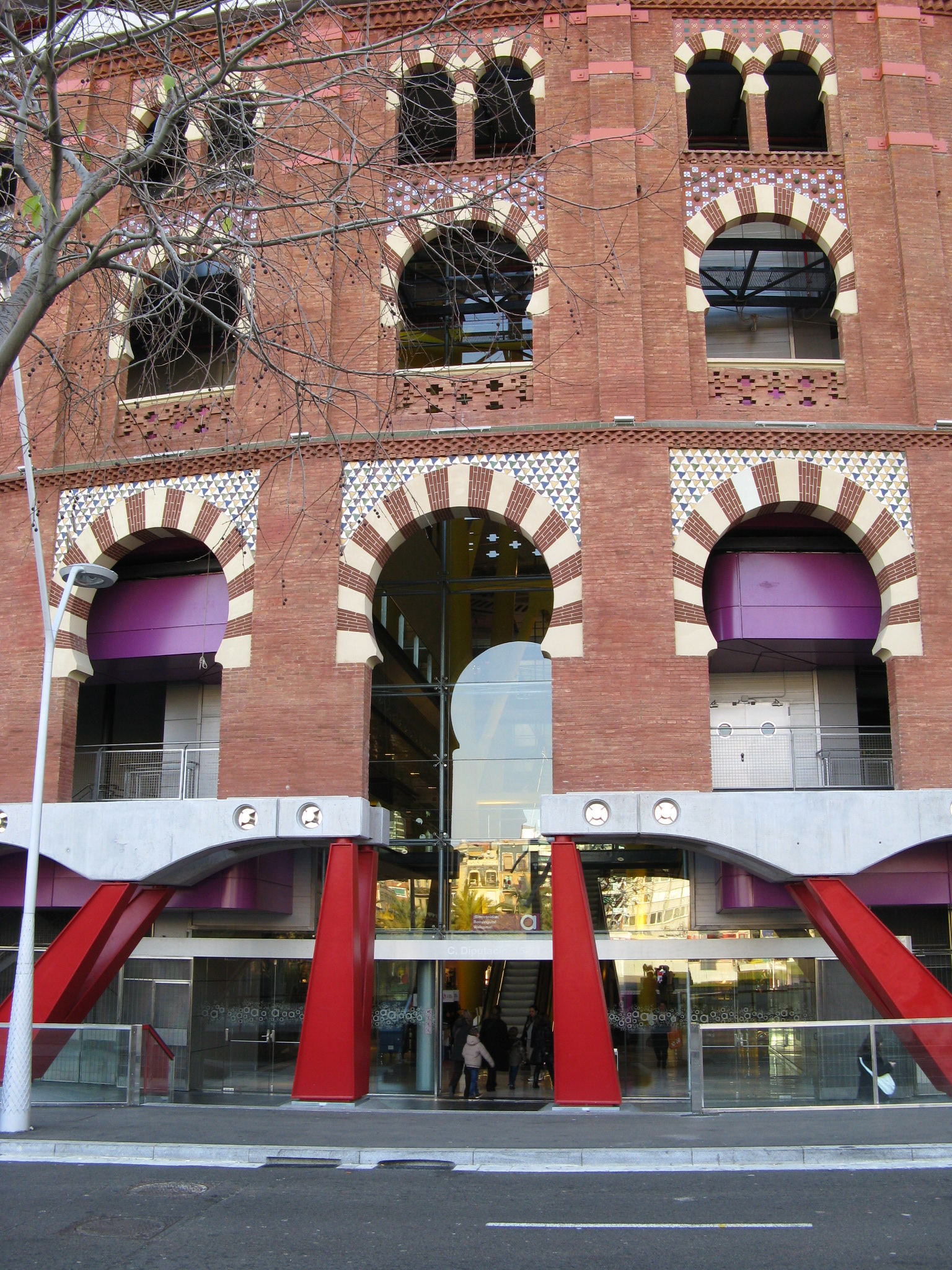
Facciata dell'antica Plaza de toros de las Arenas di Barcellona. Costruita nel 1900, dal 1977 andò in disuso. Venne riaperta nel 2011 come centro commerciale Arenas de Barcelona, su progetto di Richard Rogers.